# Didemnum
Didemnum is een geslacht van zakpijpen uit de familie van de Didemnidae.

## Soorten
Deze lijst van 230 stuks is mogelijk niet compleet.
- D. ahu Monniot & Monniot, 1987
- D. albidum (Verrill, 1871)
- D. albopunctatum Sluiter, 1909
- D. algasedens Monniot & Monniot, 2001
- D. amethysteum (Van Name, 1902)
- D. amourouxi Lafargue, 1976
- D. apersum Tokioka, 1953
- D. apuroto Monniot & Monniot, 1987
- D. arancium Kott, 2001
- D. aratore Kott, 2004
- D. asterix Kott, 2004
- D. astrum Kott, 2001
- D. augusti Michaelsen, 1920
- D. aurantiacum Herdman, 1886
- D. aures Monniot, Monniot, Griffiths & Schleyer, 2001
- D. beringense Romanov, 1977
- D. bicolor Vasseur, 1969
- D. biglans (Sluiter, 1906)
- D. biglutinum Monniot, 1995
- D. bimasculum Monniot, 1995
- D. bisectatum Kott, 2001
- D. brevioris Monniot & Monniot, 1999
- D. caesium Sluiter, 1909
- D. calliginosum Monniot, 1984
- D. candidum Savigny, 1816
- D. captivum Monniot & Monniot, 1999
- D. carnulentum Ritter & Forsyth, 1917
- D. caudiculatum Romanov, 1989
- D. cerebrale Michaelsen, 1920
- D. cilicium Kott, 2005
- D. cineraceum (Sluiter, 1898)
- D. clavum Kott, 2001
- D. coccineum (Drasche, 1883)
- D. commune (Della Valle, 1877)
- D. complexum Kott, 2001
- D. conchyliatum (Sluiter, 1898)
- D. congregatum Kott, 2004
- D. contortum Monniot & Monniot, 1999
- D. coralliforme Kott, 2004
- D. coriaceum (Drasche, 1883)
- D. corium Kott, 2005
- D. crescente Kott, 2001
- D. cuculliferum (Sluiter, 1909)
- D. cygnuus Kott, 2001
- D. chartaceum Sluiter, 1909
- D. chilense Arnback, 1929
- D. dealbatum Sluiter, 1909
- D. delectum Kott, 2001
- D. densum (Nott, 1892)
- D. dicolla Monniot & Monniot, 1999
- D. diffundum Monniot, 1995
- D. digestum Sluiter, 1909
- D. diversum Kott, 2004
- D. dolium Kott, 2008
- D. domesticum Kott, 2004
- D. dorotubu Tokioka, 1967
- D. drachi Lafargue, 1975
- D. duplicatum Monniot, 1983
- D. ectensum Romanov, 1989
- D. edmondsoni Eldredge, 1966
- D. effusium Kott, 2001
- D. elikapekae Eldredge, 1966
- D. elongatum Sluiter, 1909
- D. epikelp Monniot, Monniot, Griffiths & Schleyer, 2001
- D. etiolum Kott, 1982
- D. extensum Romanov, 1989
- D. fibriae Kott, 2004
- D. filiforme Romanov, 1989
- D. flagellatum Tokioka, 1953
- D. flavoviride Monniot, 1995
- D. fragile Sluiter, 1909
- D. fragum Kott, 2001
- D. fucatum Sluiter, 1909
- D. fulgens (Milne-Edwards, 1841)
- D. fuscum (Oka, 1931)
- D. galacteum Lotufo & Dias, 2007
- D. gayanae Sanamyan, 1999
- D. gemmiparum Romanov, 1976
- D. gigas (Della Valle, 1881)
- D. gintonicum Eldredge, 1966
- D. globiferum Monniot, Monniot, Griffiths & Schleyer, 2001
- D. grande (Herdman, 1886)
- D. granulatum Tokioka, 1954
- D. granulosum (Drasche, 1883)
- D. guttatum Monniot & Monniot, 1996
- D. halimedae Monniot, 1983
- D. helgolandicum Michaelsen, 1921
- D. herba Kott, 2001
- D. hiopaa Monniot & Monniot, 1987
- D. immundum Romanov, 1974
- D. inaequilobatum Daumezon, 1908
- D. inauratum Monniot, 1983
- D. incanum (Herdman, 1899)
- D. inveteratum Kott, 2001
- D. japonicum (Herdman, 1886)
- D. jedanense Sluiter, 1909
- D. jucundum Kott, 2001
- D. karlae Michaelsen, 1920
- D. kelleri Michaelsen, 1923
- D. kurilense Romanov, 1989
- D. lacertosum Monniot, 1995
- D. lahillei, druipzakpijp, Hartmeyer, 1909
- D. lambitum (Sluiter, 1900)
- D. leopardi Monniot, Monniot, Griffiths & Schleyer, 2001
- D. leopardum Kott, 2005
- D. levitas Kott, 2001
- D. ligulum Monniot, 1983
- D. lillipution Kott, 2004
- D. linatum Kott, 2001
- D. linguiferum Monniot & Monniot, 1996
- D. lissoclinum Kott, 2001
- D. lithostrotum Brewin, 1956
- D. lutarium Van Name, 1910
- D. macrosiphonium Kott, 2001
- D. macrospiculatum Tokioka, 1967
- D. maculatum (Nott, 1892)
- D. maculosum (Milne-Edwards, 1841)
- D. madagascariense Brunetti, 2007
- D. madeleinae Monniot & Monniot, 2001
- D. magnetae Hastings, 1931
- D. mantile Kott, 2001
- D. megaductus Romanov, 1974
- D. megasterix Monniot, 1995
- D. membranaceum Sluiter, 1909
- D. mesembrinum Monniot, Monniot, Griffiths & Schleyer, 2001
- D. microthoracicum Kott, 2001
- D. millari Monniot, Monniot, Griffiths & Schleyer, 2001
- D. milleporae Vasseur, 1969
- D. minisculum Kott, 2001
- D. minispirale Romanov, 1989
- D. misakiense (Oka & Willey, 1892)
- D. molle (Herdmann, 1886)
- D. monile Kott, 2001
- D. montosum Sluiter, 1909
- D. moseleyi (Herdman, 1886)
- D. multiampullae Kott, 2008
- D. multispirale Kott, 2001
- D. mutabile Monniot & Monniot, 1987
- D. nambucciensis Kott, 2004
- D. nekozita Tokioka, 1967
- D. nigricans Monniot, 1995
- D. nigrum Monniot & Monniot, 1996
- D. nocturnum Monniot & Monniot, 1999
- D. oblitum Kott, 2001
- D. obscurum Monniot, 1969
- D. ossium Kott, 2001
- D. paa Monniot & Monniot, 1987
- D. pacificum Tokioka, 1953
- D. papillatum Romanov, 1974
- D. parancium Kott, 2001
- D. parau Monniot & Monniot, 1987
- D. pardum Tokioka, 1962
- D. partitum Tokioka, 1953
- D. parvum Monniot & Monniot, 2003
- D. patulum (Herdman, 1899)
- D. pecten Kott, 2001
- D. pellucidum Kott, 2001
- D. perlucidum F. Monniot, 1983
- D. perplexum Kott, 2001
- D. perspicuum Giard, 1873
- D. peyrefittense Brément, 1913
- D. pica Brunetti, 2007
- D. pitipiri Monniot & Monniot, 1987
- D. plebeium Kott, 2005
- D. poecilomorpha Monniot & Monniot, 1996
- D. polare Hartmeyer, 1903
- D. precocinum Kott, 2001
- D. protectum (Daumézon, 1908)
- D. psammatodes (Sluiter, 1895)
- D. pseudobiglans Romanov, 1989
- D. pseudofulgens Médioni, 1970
- D. quincunciale Michaelsen, 1920
- D. recurvatum Sluiter, 1909
- D. risirense Nishikawa, 1990
- D. roberti Michaelsen, 1930
- D. rodriguesi Rocha & Monniot, 1993
- D. romssae Marks, 1996
- D. roseum Sars, 1851
- D. rota Kott, 2004
- D. rottnesti Kott, 1962
- D. rubeum Monniot & Monniot, 1996
- D. sachalinense Romanov, 1989
- D. sanakiensis Sanamyan, 1999
- D. santaelenae Van Name, 1945
- D. scopi Kott, 2001
- D. semifuscum Sluiter, 1909
- D. siphonale Tokioka, 1967
- D. sordidum Kott, 2001
- D. spadix Kott, 2001
- D. speciosum (Herdman, 1886)
- D. sphaericum Tokioka, 1967
- D. spongoides Sluiter, 1909
- D. spumante Kott, 2004
- D. spumosum Kott, 2004
- D. stercoratum Monniot & Monniot, 1996
- D. stilense Michaelsen, 1934
- D. stragulum Kott, 2001
- D. studeri Hartmeyer, 1911
- D. subflavum (Herdman, 1886)
- D. sucosum Kott, 2001
- D. tabulatum Sluiter, 1909
- D. tapetum Kott, 2008
- D. tenue (Herdman, 1886)
- D. ternerratum Kott, 2001
- D. tetrahedrum Dias & Rodrigues, 2004
- D. theca Kott, 2001
- D. tigrinoides Tokioka, 1953
- D. toafene Monniot & Monniot, 1987
- D. tonga (Herdman, 1886)
- D. torresii (Sluiter, 1895)
- D. translucidum Tokioka, 1953
- D. transparentum Romanov, 1977
- D. trispirale Romanov, 1989
- D. trivolutum Millar, 1960
- D. tuberatum (Nott, 1892)
- D. tumulatum Kott, 2004
- D. usitatum Kott, 2004
- D. uturoa Monniot & Monniot, 1987
- D. vahatuio Monniot & Monniot, 1987
- D. vanderhorsti Van Name, 1924
- D. velans Michaelsen, 1920
- D. velum Kott, 2008
- D. verdantum Kott, 2001
- D. vermiforme Romanov, 1989
- D. vesperi Kott, 2004
- D. vexillum Kott, 2002
- D. via Kott, 2001
- D. viride (Herdman, 1906)
- D. vulgare Kott, 2001
- D. yolky Monniot & Monniot, 1997